# Bulbophyllum cryptanthum
Bulbophyllum cryptanthum é uma espécie de orquídea (família Orchidaceae) pertencente ao gênero Bulbophyllum. Foi descrita por Célestin Alfred Cogniaux em 1899.